# Blonde Ambition - Una bionda a NY
Blonde Ambition - Una bionda a NY (Blonde Ambition) è un film del 2007, ispirato al soggetto del film vincitore del premio Oscar Una donna in carriera. Protagonista del film è l'attrice e cantante Jessica Simpson che recita il ruolo di Katie, una ragazza di provincia che si trasferisce a  New York e diventa l'assistente di due ricchi uomini d'affari. Con impegno e fortuna la ragazza riuscirà a diventare anch'ella una provetta business woman. Nel film recitano anche Luke Wilson, Paul Vogt e il comico Andy Dick.

## Trama
Katie Gregerstitch lascia la sua piccola città in Oklahoma e arriva a New York per stare con il suo fidanzato. Giunta nella metropoli, Katie ha però un'amara sorpresa perché lui la tradisce con un'altra donna. Senza perdersi d'animo, la bella Katie sente che è arrivato per lei il momento di lasciarsi alle spalle la sua aria di ragazza di provincia. Trova un lavoro presso un'impresa di costruzioni e spera di fare carriera nel mondo degli affari. Nella sua scalata al successo troverà anche un nuovo amore.

## Colonna sonora
1. Jessica Simpson – A Public Affair
2. KT Tunstall – Suddenly I See
3. Lily May – I Got Love
4. Monique Ximenez – You Can Fly
5. Austin Brown – Let's Make Love
6. Hipjoint – Girl From Nowhere
7. Megajive – The Way I Rock
8. Stretch Nickel – Beautiful Day
9. Price – Something In Your Eyes
10. Hugh James Hardman – Live A Little
11. Adam Ant – Wonderful